# Konferencija SHARE
Konferencija SHARE predstavlja novi oblik festivala koji je pokrenula fondacija State of Exit. To je jedinstveno mesto na kom se okuplja preko 2000 aktivista, blogera, programera i umetnika kako iz Srbije tako i iz inostranstva. Konferencija je na izvestan način kombinacija društvenog aktivizma i društvenih mreža koji predstavljaju kvalitetan spoj u vidu predavanja. Ciljna grupa ove konferencije pre svega su mladi ljudi i u manjoj meri poslovni svet, što donekle daje specifičan karakter ovom događaju.

## Istorija
Projekat je osmišljen kao spoj edukativne platforme Share by day i žurke Share by Night with Tuborg, kao dve odvojene programske celine. U okviru jedne ovakve forme, koja predstavlja spoj predavanja, radionica, nastupa, izložbi koje izvode svetski priznate kompanije i ustanove kao što su Google, Harvard, MIT, Beograd na tri dana postaje mesto gde posetioci mogu steći nova znanja, iskustva, ideje ali takođe i uživati u zabavi. Neka od mnogih pitanja koja su pokrenuta su: Zašto niču revolucije u svetu, zašto se zovu Facebook ili Twitter revolucije, na koje načine je moguće privući pažnju medija i političara kao i kako uticati na njih.
Ideja samog projekta sastoji se kako i samo ime sugeriše u slobodnoj razmeni ideja i informacija. Koncept SHARE je i osmišljen tako da podstakne društvenu solidarnost kroz širenje krugova onih koji će da rade na daljem širenju iskustva i znanja u opuštenoj atmosferi.
Na ova ali i mnoga druga pitanja su odgovarali prisutnima neki od najznačajnijih sajber aktivista našeg doba.
Kao glavna lokacija održavanja je izabran Dom omladine Beograda, ali na raspolaganju je bilo i nekoliko prestoničkih klubova. Kao ulaznica za sam događaj posetiocima služi narukvica sa kojom mogu da prisustvuju na preko 100 dešavanja u okviru samog festivala.

## 2011
Tokom konferencije koja je održana od 7. do 9. aprila 2011. u Domu omladine zainteresovani su mogli na jednom mestu da vide međunarodno priznate stručnjake iz raznih oblasti: internet aktivizma, društvenih promena, kao i poznate blogere koji su se potrudili da prisutnoj publici približe pojmove novih medija i savremenih tehnologija.
Neki od predavača:
- ,[1] softverski inženjer i lider u razvoju veb aplikacija u Google-u
  - Blog[2]
- ,[3] viši pravni zastupnik pri Electronic Frontier Foundation
  - [4]
- ,[5] bio je predvodnik tima blogera predsedničke kampanje Baraka Obame 2008. godine
  - [6]
- ,[7] umetnik i kritičar i glavni i odgovorni urednik magazina Neural
  - [8]
- ,[9] haker
- ,[10] saosnivač i koordinator dobrovoljnog udruženja za mapiranje u realnom vremenu -
- ,[11] profesor media umetnosti i nauke na MIT-u
- ,[12] osnivač i lider Piratske partije Holandije
  - [13]
  - Blog[14]
- ,[15] deklariše se kao stručnjak za nematerijalna prava
  - [16]
  - [17]
  - [18]
- ,[19] američki pisac naučne fantastike i rodonačelnik književnog pravca sajberpank
  - [20]
  - [21]
- Marko Peljhan,[22] vanredni profesor
  - [23]
  - [24]
  - [25]
- ,[26] direktor Crisis Mapping pri organizaciji Ushahidi i saosnivač Internacionalne mreže Crisis Mappers
  - [27]
  - [28]
- ,[29] grupa umetnika-avanturista
  - [30]

U sastavu projekta bio je i kvalitetan muzički program koji je realizovan u nekoliko klubova i ostalih za to namenjenih prostora. Muzički program bio je namenjen onima koji su naklonjeni savremenoj elektronskoj muzici izvođača koji aktivno utiču na oblikovanje međunarodne scene i njenih trendova.
SHARE by night otvoren je muzičko-vizuelnim nastupom avangardnog meksičkog muzičara Murcof-a, zajedno sa Anti VJ vizuelnim umetnicima. U audio-vizuelnom performansu, Murcofov mističan zvuk sjedinjen sa vizuelnim sadržajima projektovanim na providnim površinama stvarao je utisak trodimenzinalnosti. Jedinstvena igra svetla, projekcije mikročestica i geometrijskih oblika bila je spojena sa klasičnom muzikom savremenog senzibiliteta.
Uz nastupe velikana kao što su Carl Craig, Beardyman, Fabio, MJ Cole, Jimmy Edgar, Rustie i bendova Does It Offend You, Yeah, Jamaica i Minitel Rose, SHARE konferencija svojim programom sve više oslikava aktuelnu svetsku scenu savremene muzike.

## 2012
Druga po redu konferencija, nazvana SHARE2, održana je u periodu od 26. do 28. aprila 2012. godine u Beogradu u Domu omladine, koji je i ovaj put predstavljao mesto na kom su se razmenjivale napredne ideje, kao i znanja iz raznih oblasti društva, tehnologije, interneta, muzike i novih medija.

### 
Na ovogodišnjoj SHARE konferenciji by day nastupili su mnogi poznati predavači, kao što su:
- ,[32] osnivač The Pirate Bay-a
  - [33]
- ,[34] direktor Međunarodnog pravnog programa u Electronic Frontier Foundation (EFF)
  - [35]
- ,[36] haker super-zvezda
- ,[37] saradnik i predavač na Yale-u i Stanford-u
  - [38]
- ,[39] programer
  - [40]
  - [41]
- ,[42] violinista sa diplomom filozofa i masterom elektroakustičke kompozicije
  - [43]
- ,[44] pisac, novinar i fotograf
  - [45]
  - [46]
  - [47]
- ,[48] ruska street-art grupa
  - [49]
  - [50]
- ,[51] viši naučni saradnik
- ,[52] student filozofije
  - [53]
  - [54]
- ,[55] novinar
- ,[56] nezavisni bloger, futurista i hobi-filozof
- ,[57] čovek koji se bavi tematikom budućnosti društva i građanskog života
- ,[58] jedan od osnivača organizacije
- ,[59] pisac, istoričar i debater
- ,[60] jedan od osnivača
- ,[61] bori se za slobodu informacija, piše kodove, eseje i članke

SHARE by day bio je prilika da, za sve one koji su se pronašli u ovoj sferi interesovanja, čuju jedinog čoveka koji je hakovao Playstation 3, osnivača 4chan-a, osnivača The Pirate Bay-a i mnoge druge predavače internacionalno priznate na polju internet aktivizma i društvenih promena.
Muzički program konferencije predstavio je nastupe aktuelnih svetskih autora inovativne savremene i elektronske muzike koji su delili bine i DJ pultove sa talentima lokalne klupske scene. Neki od njih su:
- / DJ Pete[62]
- [63]
- [64]
- [65]
- [66]
- [67]
- [68]
- [69]
- [70]
- [71]
- [72]

SHARE konferencija je ove godine u saradnji sa Dečjim kulturnim centrom Majdan namenila i deo programa za najmlađe – Mini SHARE. Za vreme trodnevne konferencije i više radionica namenjenih različitim uzrastima budućih aktivista, blogera i hakera, deca su uz interaktivan rad bila uvedena u svet novih medija, tehnologija i građanskog aktivizma uz podršku kako domaćih tako i stranih predavača i pedagoga.
Program Mini SHARE-a:
- Multimedijalna radionica (audio&video) (6-12 godina)
- Mala škola elektronike (9-14 godina)[74]
- (12-16 godina)
- (14-19 godina)
- (13-18 godina)
- Majdaonica (1,5-4 godine)

Za najmlađe u pomenutim grupama bilo je predviđeno unapređenje njihovih perceptivnih i motoričkih sposobnosti kroz izradu instrumenata od različitih materijala,uključujući i sekundarne sirovine. Za uzrast od 4 godine bila je namenjena izrada ranije otkrivenog binarnog koda od plastelina,pa su deca na taj način podsticala svoj intelektualni razvoj.
Za uzrast od 6 do 11 godina bila je predviđena multimedijalna radionica, gde su oni bili u mogućnosti da nauče kako da 'ožive' karaktere koje su sami oblikovali uz pomoć fotoaparata i softvera za animaciju, a nakon toga i upotpunili svoj prvi kratki film i zvučnom slikom. Njihovi drugari koji su se više interesovali za elektroniku imali su priliku da od četkica za zube i odbačene elektronike naprave svoje prve robote.
Sličan program koji je obuhvaćen SHARE konferencijom bio je i onaj namenjen tinejdžerima, koga su vodili portparol Wikileaks-a Daniel Domscheit-Berg uz podršku supruge. Na ovaj način osnovci i srednjoškolci bili su u mogućnosti da shvate pravo značenje interneta, na koji način funkcioniše, zašto je značajan za buduće generacije, kako ga iskoristiti za podizanje uzbune ili borbu protiv korupcije. Pored toga, imali su priliku da nauče i o zaštiti svoje i tuđe privatnosti, njenom značaju, istorijatu, ali i kako to danas rade špijuni, vojska, novinari i aktivisti.
Sve pomenute radionice bile su besplatne, ali je broj učesnika bio ograničen. Roditelji koji su poveli svoju decu mogli su da prisustvuju i glavnom delu SHARE konferencije. Radionice koje su vodili strani moderatori održavale su se na engleskom jeziku uz pomoć domaćih asistenata.

## Galerija
- Dom Omladine
- Predavanje  2011
- 2011
- Predavanje  2011
- Predavanje  2011
- Predavanje  2011
- Predavanje  2011
- Predavanje  2011
- Predavanje  2011
- Predavanje  2011
- Predavanje  2011
- Predavanje  2011
- Predavanje  2011
- Predavanje  2011
- Predavanje  2011
- Predavanje  2011
- Predavanje  2011
- 2011

## Spoljašnje veze
- Zvanični sajt SHARE
- Dom Omladine Beograda
- SHARE2 konferencija u Domu Omladine Beograd
- EXIT